# Голинда (Тексас)
Голинда (енгл. Golinda) град је у америчкој савезној држави Тексас. По попису становништва из 2010. у њему је живело 559 становника.

## Демографија
Према попису становништва из 2010. у граду је живело 559 становника, што је 136 (32,2%) становника више него 2000. године.
| Група             | 2000.       | 2010.       |
| Белци             | 304 (71,9%) | 352 (63,0%) |
| Афроамериканци    | 81 (19,1%)  | 96 (17,2%)  |
| Азијати           | 1 (0,2%)    | 0 (0,0%)    |
| Хиспаноамериканци | 35 (8,3%)   | 89 (15,9%)  |
| Укупно            | 423         | 559         |